# Textur (Wein)
Als Textur wird in der Organoleptik allgemein das Mundgefühl (englisch mouth feeling), also Beschaffenheit, Struktur, Adstringenz und Zusammensetzung von Weinen bezeichnet und speziell, wie der Wein in der Mundhöhle sensorisch wahrgenommen wird.
Wie immer, wenn es um die Schwierigkeit geht, Geschmack verbal zu vermitteln, verwendet die Weinsprache blumige und griffige Bezeichnungen, um die Textur eines Weines anschaulich zu beschreiben. So kann die Textur eines Weines beispielsweise sowohl samtig, voll, seidig, dicht, wuchtig, fleischig, cremig, fett, schmelzig oder tiefgründig, als auch leicht, trocken, knackig, vornehm, harmonisch oder duftig sein.
Ein vollmundiger, reichhaltiger Wein wird gern als großzügig angelegt bezeichnet, ein für ein bestimmtes Anbaugebiet besonders typisch schmeckender Wein als lokal, und wenn die Worte ausgehen oder die Fantasie fehlt, hört man auch von einer herrlichen, grandiosen, runden, aromatischen oder einfach schönen Textur.